# BRIT Awards 2020
Die BRIT Awards 2020 wurden am 18. Februar 2020 in der Londoner O2 Arena verliehen. Erfolgreichster Künstler mit zwei gewonnenen Preisen war Lewis Capaldi. Die meisten Nominierungen mit vier Stück teilten sich Capaldi und Dave.

## Veränderungen zum Vorjahr
Im Vergleich zum Vorjahr wurde das Kategoriensystem von der British Phonographic Industry (BPI) großflächig überarbeitet.
Folgende Awards wurden gestrichen:
- International Group Award (2021 erneut eingesetzt)
- Best British Video Award
- Outstanding Contribution to Music Award
- Global Success Awards

Folgende Awards kamen hinzu beziehungsweise wurden umbenannt:
- Best New Artist (ehemals British Breakthrough Act)
- Rising Star Award (ehemals Critics’ Choice Award)
- Song of the Year (ehemals British Single of the Year)

## Kontroverse
Zu einer Kontroverse wurde die Entscheidung auch innerhalb der genderneutralen Kategorien vor allem männliche Künstler zu nominieren. Lediglich Mabel erhielt eine Nominierung in der Kategorie Song of the Year und Best New Artist. Selbst bei den Gruppen war keine Frau vertreten. Als Featuring waren Normani und Miley Cyrus nominiert.

## Auftritte

### Pre-Show
| Künstler               | Songs                 |
| ---------------------- | --------------------- |
| Liam Payne Cheat Codes | Live Forever          |
| Freya Ridings          | Lost Without You      |
| Aitch                  | Taste (Make It Shake) |
| Dermot Kennedy         | Power Over Me         |
| Mabel                  | Don’t Call Me Up      |

### Hauptshow
| Künstler                                                          | Song |
| ----------------------------------------------------------------- | --- |
| Mabel                                                             | Don’t Call Me Up |
| Lewis Capaldi                                                     | Someone You Loved |
| Harry Styles                                                      | Falling |
| Lizzo                                                             | Cuz I Love You Truth Hurts Good as Hell Juice                                                                              |
| Dave                                                              | Black (Freestyle) |
| Billie Eilish Finneas Johnny Marr Hans Zimmer                     | No Time to Die |
| Celeste                                                           | Strange |
| Stormzy Burna Boy Tiana Major9                                    | Don’t Forget to Breathe Do Better Wiley Flow Own It (mit Teilen von Fortune Teller von J Hus) Anybody (Burna Boy) Rainfall |
| Rod Stewart Royal Philharmonic Orchestra Ronnie Wood Kenney Jones | I Don't Want to Talk About It Stay with Me                                                                                 |

|  |

## Gewinner und Nominierte
Die Nominierungen wurden am 11. Januar 2020 verkündet.
| British Male Solo Artist (präsentiert von Ronnie Wood) | British Female Solo Artist (präsentiert von Ellie Goulding und Jorja Smith)                                                                                           |
| --- | --- |
| - Stormzy - Dave - Harry Styles - Lewis Capaldi - Michael Kiwanuka | - Mabel - Charli XCX - FKA Twigs - Freya Ridings - Mahalia |
| Best New Artist (präsentiert von Clara Amfo und Niall Horan) | British Group (präsentiert von Anne-Marie, Courtney Love und Hailee Steinfeld)                                                                                        |
| - Lewis Capaldi - Aitch - Dave - Mabel - Sam Fender | - Foals - Bastille - Bring Me the Horizon - Coldplay - D-Block Europe                                                                                                 |
| Song of the Year (präsentiert von Tom Jones) | British Album of the Year (präsentiert von Billie Eilish und Finneas O’Connell)                                                                                       |
| - Lewis Capaldi – Someone You Loved - AJ Tracey – Ladbroke Grove - Calvin Harris & Rag ’n’ Bone Man – Giant - Dave featuring Burna Boy – Location - Ed Sheeran & Justin Bieber – I Don’t Care - Mabel – Don’t Call Me Up - Mark Ronson featuring Miley Cyrus – Nothing Breaks Like a Heart - Sam Smith & Normani – Dancing with a Stranger - Stormzy – Vossi Bop - Tom Walker – Just You and I | - Dave – Psychodrama - Harry Styles – Fine Line - Lewis Capaldi – Divinely Uninspired to a Hellish Extent - Michael Kiwanuka – Kiwanuka - Stormzy – Heavy Is the Head |
| International Male Solo Artist (präsentiert von Kiefer Sutherland und Paloma Faith) | International Female Solo Artist (präsentiert von Melanie C) |
| - Tyler, the Creator - Bruce Springsteen - Burna Boy - Dermot Kennedy - Post Malone | - Billie Eilish - Ariana Grande - Camila Cabello - Lana Del Rey - Lizzo                                                                                               |
| Rising Star Award (präsentiert von Sam Fender) | British Producer of the Year |
| - Celeste - Beabadoobee - Joy Crookes | - Fred Again |

## Statistik
| Nominierungen | Artist           |
| ------------- | ---------------- |
| 4             | Dave             |
| 4             | Lewis Capaldi    |
| 3             | Mabel            |
| 3             | Stormzy          |
| 2             | Burna Boy        |
| 2             | Harry Styles     |
| 2             | Michael Kiwanuka |
| 2             | Fred Again       |

| Awards | Artist        |
| ------ | ------------- |
| 2      | Lewis Capaldi |